# Landouzy-la-Cour
Landouzy-la-Cour è un comune francese di 168 abitanti situato nel dipartimento dell'Aisne della regione dell'Alta Francia.

## Società

### Evoluzione demografica
Abitanti censiti